# Kanton Hersfeld
Der Kanton Hersfeld war eine Verwaltungseinheit im Distrikt Hersfeld des Departements der Werra im napoleonischen Königreich Westphalen. Hauptort des Kantons und Sitz des Friedensgerichts war die Stadt Hersfeld im heutigen Landkreis Hersfeld-Rotenburg. Der Kanton umfasste 14 Dörfer und Weiler und eine Stadt, war bewohnt von 7.046 Einwohnern und hatte eine Fläche von 1,47 Quadratmeilen.
Zum Kanton gehörten die Ortschaften:
- Stadt Hersfeld, mit Eichhof, Wehneberg, Meisebach, Bingartes und Johannesberg
- Allmershausen mit Hählgans und Kalkobes
- Heenes, Friedlos mit Ludwigsauer Mühle und Reilos
- Tann
- Rohrbach